# Ljudevit
Ljudevit (uttalas: [ʎûdeʋit]) är ett kroatiskt mansnamn. I Kroatien finns det över 1 000 personer som heter Ljudevit medan det i Sverige (per den 31 december 2018) fanns fyra män som bar detta namn. I Kroatien var namnet som populärast åren 1924–1929 i det förra seklet. Den kvinnliga namnformen är Ljudevita. Namnet har sin rot och ursprung i ordet "ljudi" med betydelsen 'folk'. I kroatiska sammanhang, främst i historisk litteratur, översätts ibland utländska namn som Ludvig till Ljudevit. 

## Personer med namnet Ljudevit
- Ljudevit Posavski (800-talet), medeltida furste i Pannoniska Kroatien
- Ljudevit Gaj (1809–1872) – lingvist, författare, journalist och politiker
- Ljudevit Vukotinović (1813–1893) – författare och politiker